# Nakayama Yuto
Yuto Nakayama (中山 雄登 Nakayama Yuto, sinh ngày 11 tháng 4 năm 1991 ở Hiroshima) là một cầu thủ bóng đá người Nhật Bản thi đấu cho Roasso Kumamoto.

## Thống kê câu lạc bộ
Cập nhật đến ngày 23 tháng 2 năm 2016.
| Thành tích câu lạc bộ | Thành tích câu lạc bộ | Thành tích câu lạc bộ | Giải vô địch | Giải vô địch | Cúp                   | Cúp                   | Tổng cộng | Tổng cộng |
| Mùa giải              | Câu lạc bộ            | Giải vô địch          | Số trận      | Bàn thắng    | Số trận               | Bàn thắng             | Số trận   | Bàn thắng |
| Nhật Bản              | Nhật Bản              | Nhật Bản              | Giải vô địch | Giải vô địch | Cúp Hoàng đế Nhật Bản | Cúp Hoàng đế Nhật Bản | Tổng cộng | Tổng cộng |
| --------------------- | --------------------- | --------------------- | ------------ | ------------ | --------------------- | --------------------- | --------- | --------- |
| 2014                  | Roasso Kumamoto       | J2 League             | 37           | 0            | 1                     | 0                     | 38        | 0         |
| 2015                  | Roasso Kumamoto       | J2 League             | 35           | 0            | 2                     | 0                     | 37        | 0         |
| Tổng cộng sự nghiệp   | Tổng cộng sự nghiệp   | Tổng cộng sự nghiệp   | 72           | 0            | 3                     | 0                     | 75        | 0         |